# Fiebre paratifoidea B
La fiebre paratifoidea B es una enfermedad infecciosa intestinal, causada por la Salmonella schottmuellen. La enfermedad se presenta como algo parecido a la fiebre tifoidea o una gastroenteritis muy severa, o las dos a la vez. El diagnóstico es lo mismo que para la fiebre tifoidea y se trata con cloranfenicol o cotrimoxazol. Esta enfermedad suele ocurrir en Europa.
La prevención es lo mismo que para estos tipos de enfermedades. Se sabe que la vacuna de la fiebre tifoidea también es eficaz para la paratifoidea b.